# Monasterio de Santa María la Real (Obona)
El monasterio de Santa María la Real de Obona, es un templo benedictino situado en la localidad de Obona (en asturiano Oubona), en el concejo de Tineo, en la comunidad autónoma del Principado de Asturias (España). Fue declarado Monumento Nacional el 14 de mayo de 1982.
El templo primitivo que estaba situado en el emplazamiento que ocupa el actual monasterio se cree que fue fundado por el príncipe Adelgaster, hijo bastardo del Rey Don Silo y su mujer doña Brunilde el 17 de enero de 780.
Su construcción se inicia en el siglo XIII, siendo de factura románica. Su construcción respeta los parámetros del Císter. La existencia de una comunidad monacal en la zona se remonta ya al siglo XI pues existen documentos que indican que pasa a depender del monasterios de Corias. El monasterio se convirtió en un centro de gran poder tanto económico como cultural. Los monjes perfeccionaron las técnicas agrícolas y ganaderas. En sus aulas impartían clases de latín, filosofía y teología.

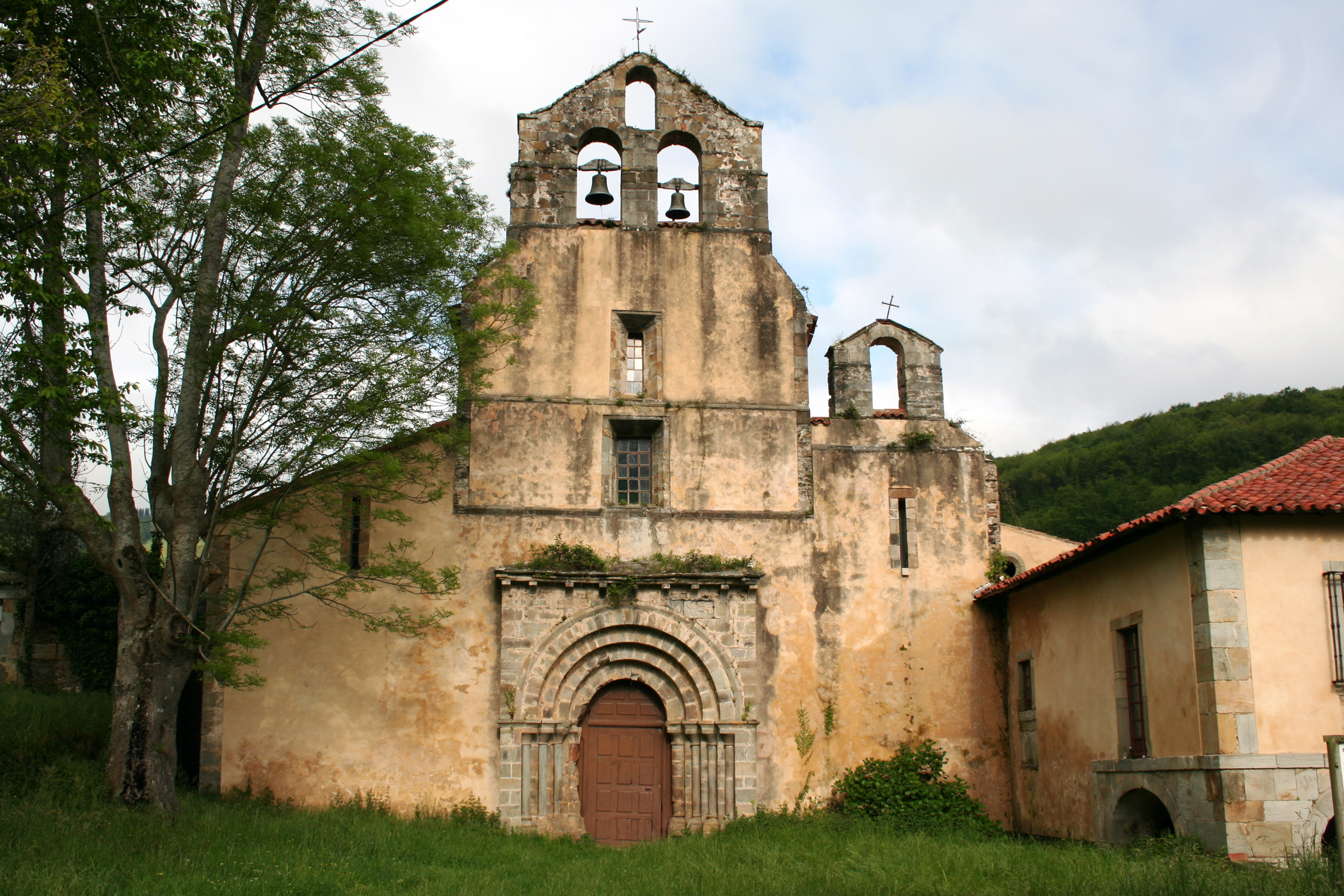
Iglesia del monasterio de Obona.

La iglesia es de gran tamaño, siendo sobria en su decoración. Tiene tres naves, la central de mayor altura descansa sobre columnas y tres ábsides circulares. Guarda un cristo crucificado románico del siglo XII.
El claustro es posterior y pertenece al estilo barroco. 
El claustro y dependencias de los monjes, hoy en día en ruinas, datan del siglo XVIII, aunque no llegaron a finalizarse. Aquí se encuentra la referencia más antigua sobre la sidra de Asturias.
El monasterio alcanzó gran relevancia dentro de la ruta jacobea interior. En este templo los peregrinos eran auxiliados y ayudados por los monjes en su camino hacia Santiago de Compostela. Incluso hay documentos en los que el propio rey Alfonso IX, que otorgó la carta puebla a Tineo en 1214, despachaba y firmaba documentos en el monasterio e incluso amenazaba:

...amenazo a todo aquel que osara desviar a los peregrinos a Santiago de su pola de Tineo y Obona...

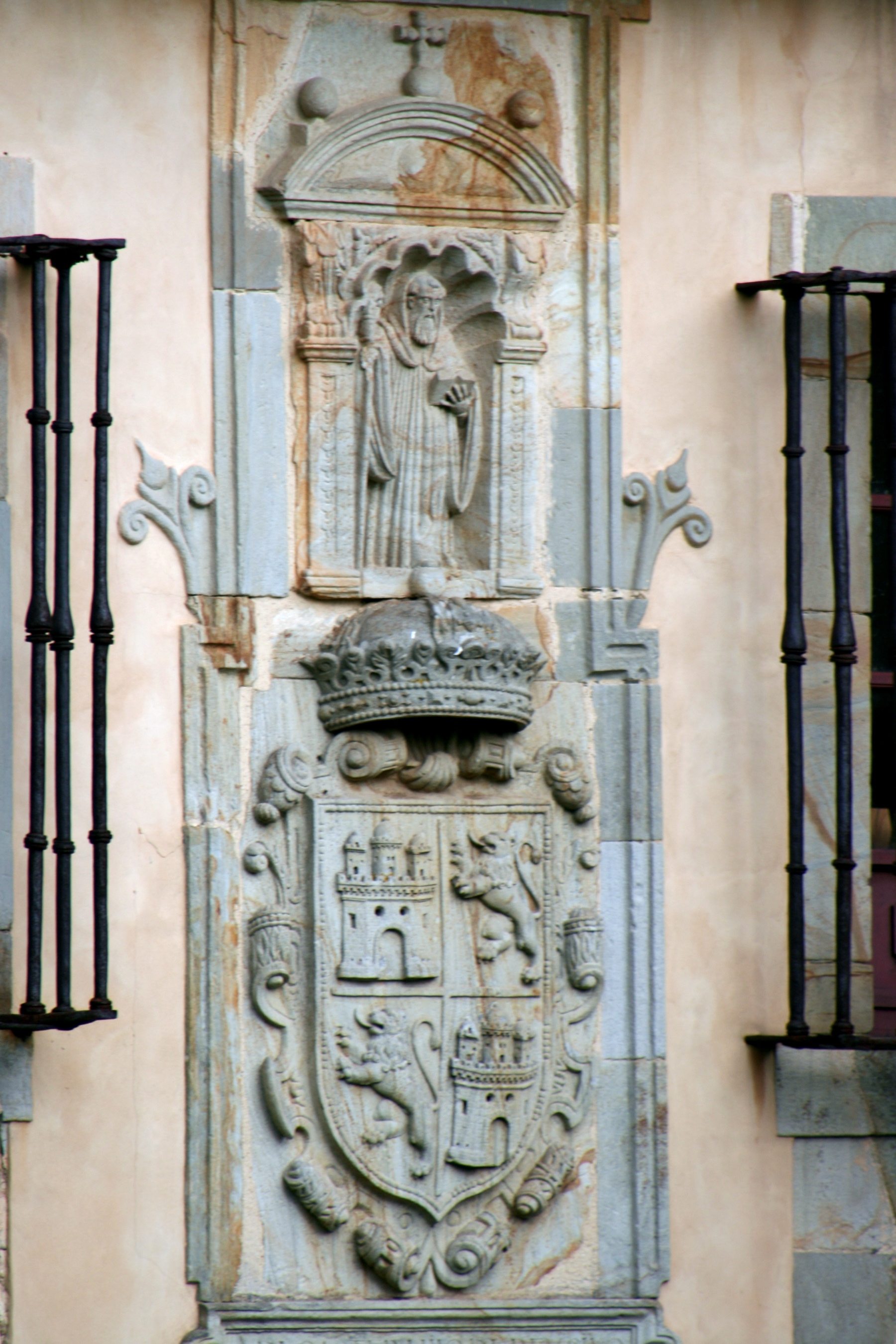
Escudo de la fachada del monasterio
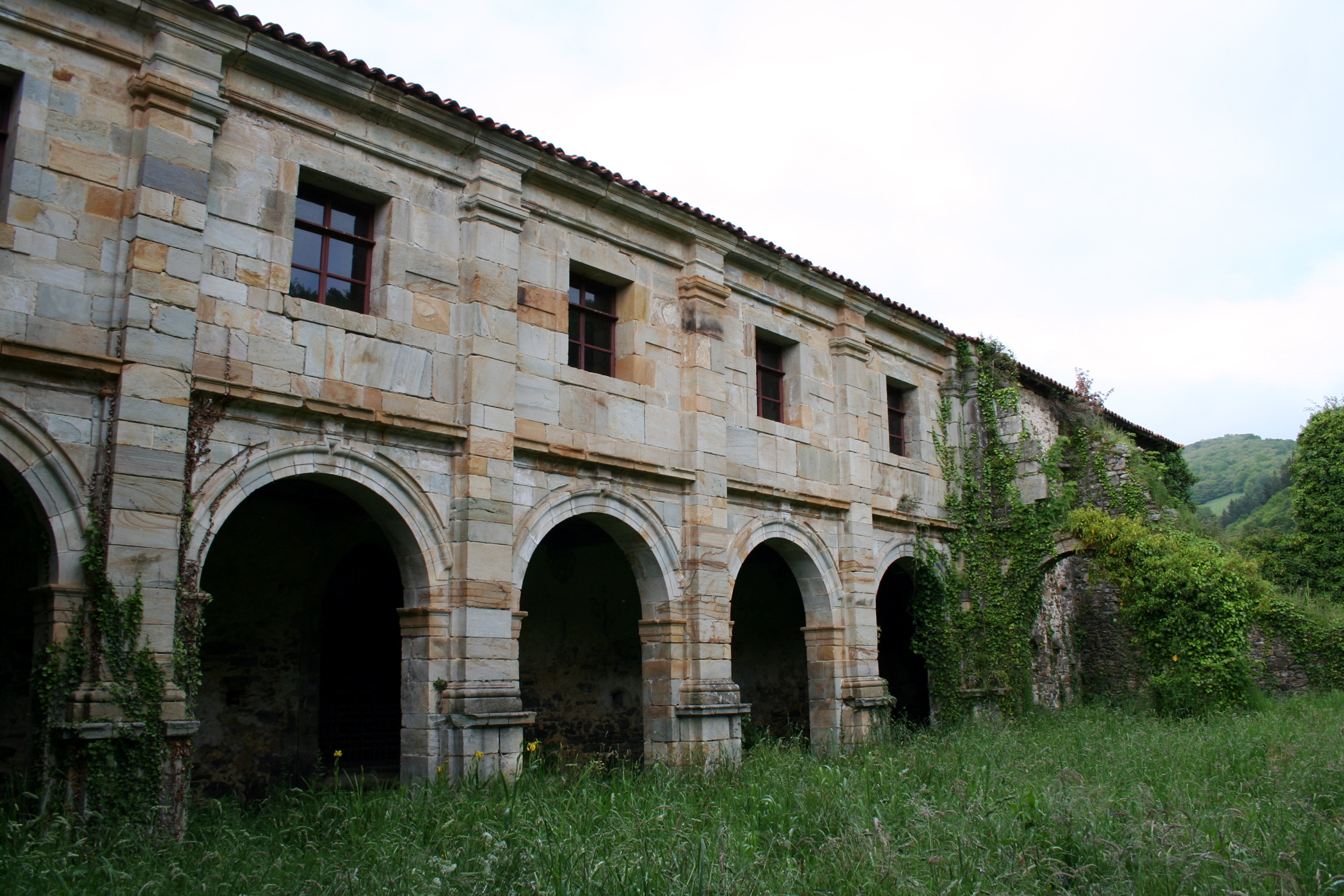
Claustro de Santa María Real de Obona
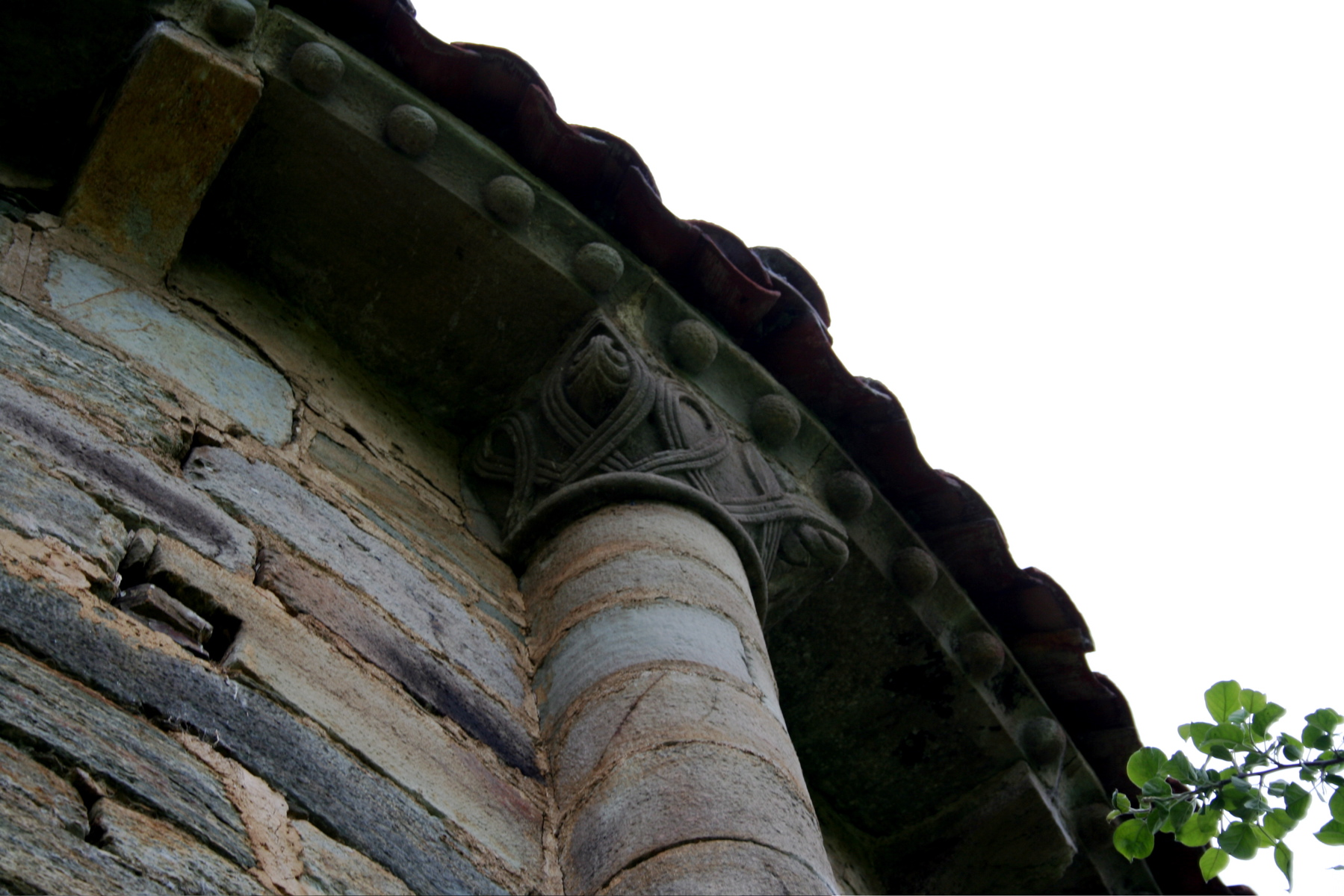